# Райони Узбекистану
Станом на 1 липня 2013 року Узбекистан поділяється на 12 областей, 1 автономну республіку і 1 місто республіканського значення, які в свою чергу поділені на 168 районів і 25 міст обласного підпорядкування.
| Область/республіка | Райони | МОП |
| ------------------ | ------ | --- |
| АР Каракалпакстан  | 14     | 1   |
| Андижанська        | 14     | 2   |
| Бухарська          | 11     | 2   |
| Джиззацька         | 12     | 1   |
| Кашкадар'їнська    | 13     | 1   |
| Навоїйська         | 8      | 2   |
| Наманганська       | 11     | 1   |
| Самаркандська      | 14     | 2   |
| Сирдар'їнська      | 8      | 3   |
| Сурхандар'їнська   | 13     | 1   |
| Ташкентська        | 14     | 4   |
| Ферганська         | 15     | 4   |
| Хорезмська         | 10     | 1   |
| м.Ташкент          | 11     | 0   |

## Республіка Каракалпакстан
| № на карті | Район           | Центр           |
| ---------- | --------------- | --------------- |
| 1          | Амудар'їнський  | м. Мангіт       |
| 2          | Бірунійський    | м. Біруні       |
| 3          | Елліккалинський | м. Бустан       |
| 4          | Канликульський  | сел. Канликуль  |
| 5          | Караузяцький    | сел. Караузяк   |
| 6          | Кеґейлійський   | сел. Кеґейлі    |
| 7          | Кунградський    | м. Кунград      |
| 8          | Муйнацький      | м. Муйнак       |
| 9          | Нукуський       | сел. Акмангіт   |
| 10         | Тахтакупирський | сел. Тахтакупир |
| 11         | Турткульський   | м. Турткуль     |
| 12         | Ходжейлійський  | м. Ходжейлі     |
| 13         | Чимбайський     | м. Чимбай       |
| 14         | Шуманайський    | м. Шуманай      |

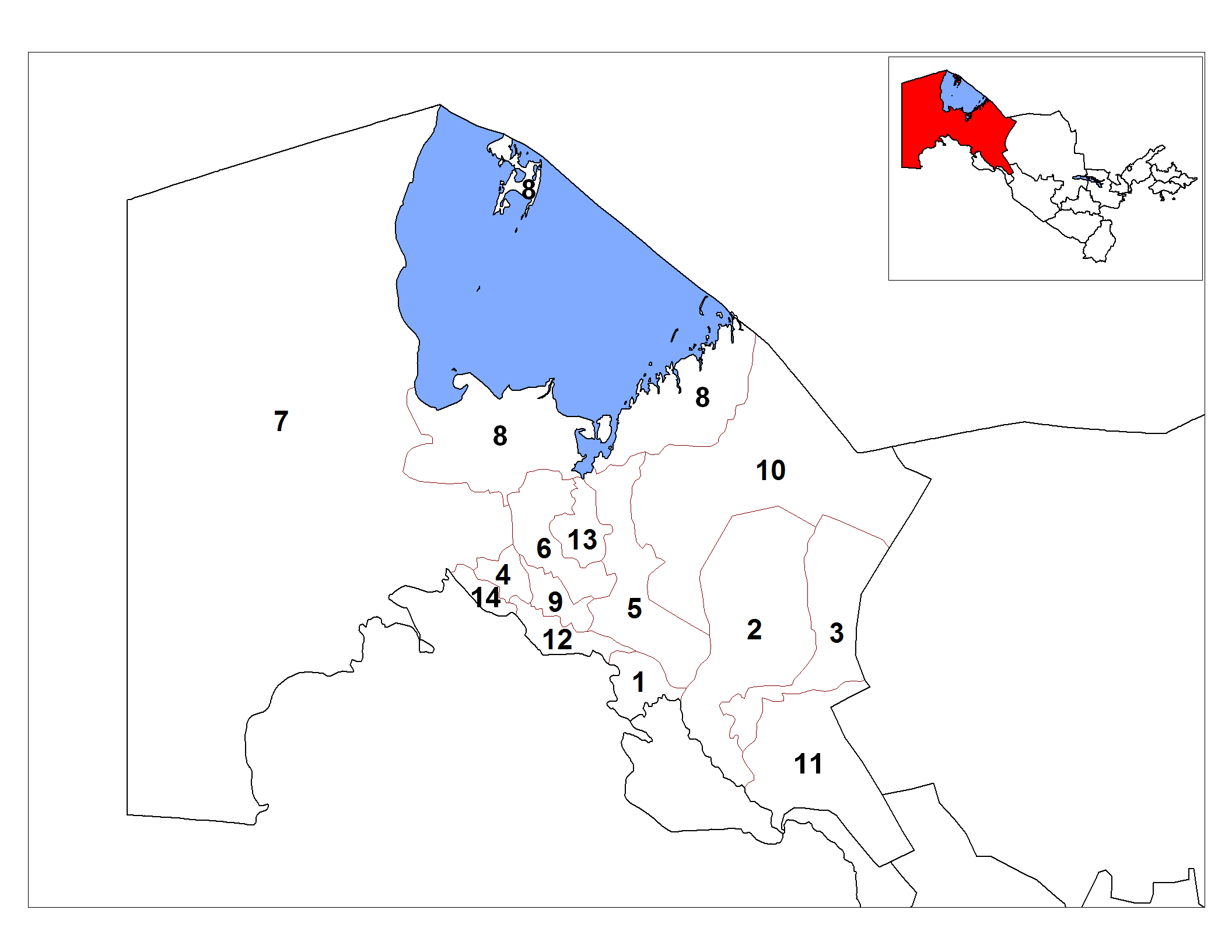
Райони Каракалпакстану

Місто республіканського підпорядкування: Нукус

## Андижанська область
| № на карті | Район            | Центр          |
| ---------- | ---------------- | -------------- |
| 1          | Алтинкульський   | н.п. Алтинкуль |
| 2          | Андижанський     | сел. Куйґан'яр |
| 3          | Асакинський      | м. Асака       |
| 4          | Баликчинський    | сел. Баликчі   |
| 5          | Бозький          | сел. Боз       |
| 6          | Булакбашинський  | сел. Булакбаші |
| 7          | Джалалкудуцький  | м. Ахунбабаєв  |
| 8          | Ізбасканський    | м. Пайтуг      |
| 9          | Кургантепинський | м. Кургантепа  |
| 10         | Мархаматський    | м. Мархамат    |
| 11         | Пахтаабадський   | м. Пахтаабад   |
| 12         | Улугнорський     | сел. Акалтин   |
| 13         | Ходжаабадський   | м. Ходжаабад   |
| 14         | Шахриханський    | м. Шахрихан    |

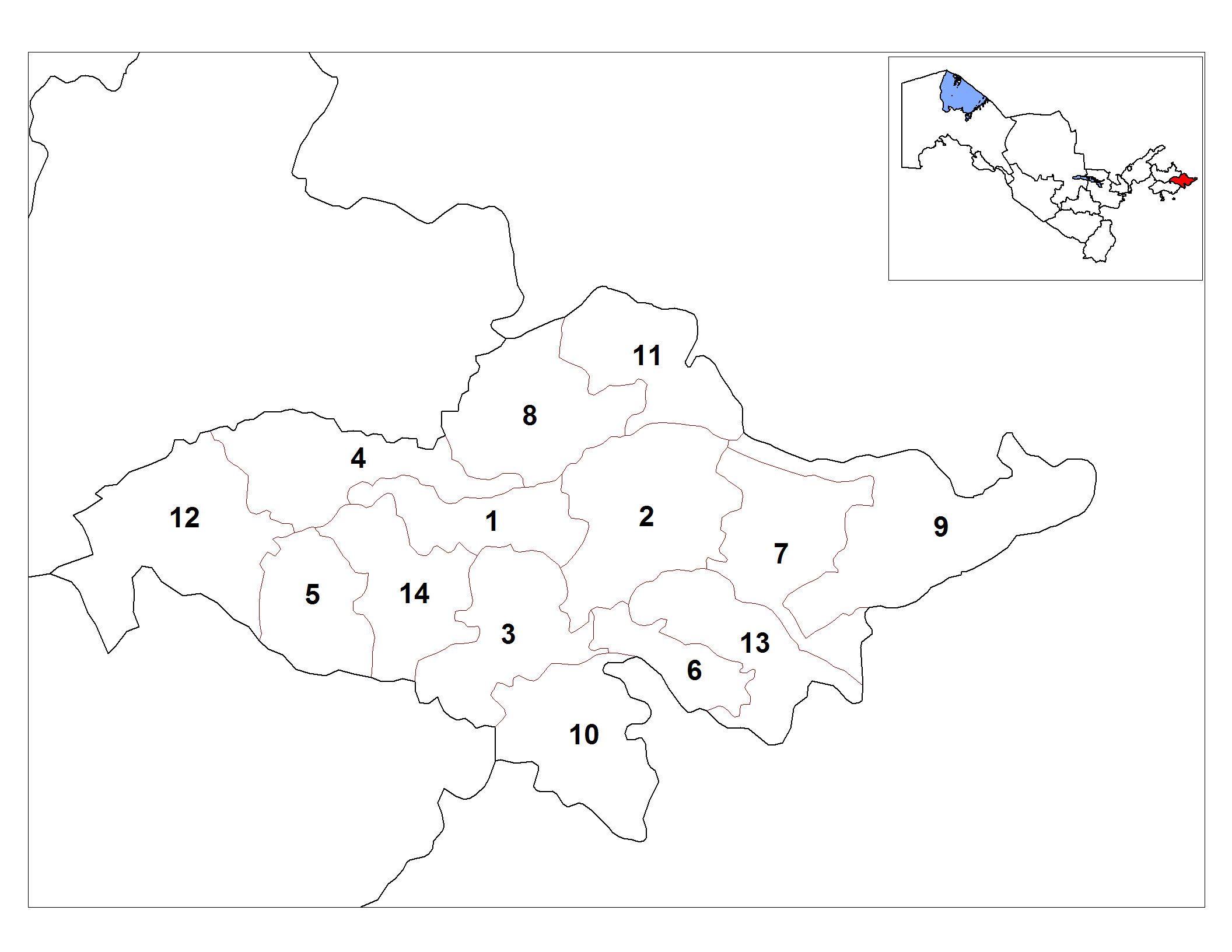
Райони Андижанської області

Міста обласного підпорядкування: Андижан, Ханабад.

## Бухарська область
| № на карті | Район            | Центр          |
| ---------- | ---------------- | -------------- |
| 1          | Алатський        | м. Алат        |
| 2          | Бухарський       | м. Ґалаасія    |
| 3          | Вабкентський     | м. Вабкент     |
| 4          | Гіждуванський    | м. Гіждуван    |
| 5          | Джандарський     | сел. Жондор    |
| 6          | Каганський       | м. Каган       |
| 7          | Каракульський    | м. Каракуль    |
| 8          | Караулбазарський | м. Караулбазар |
| 9          | Пешкунський      | сел. Янгібазар |
| 10         | Ромітанський     | м. Ромітан     |
| 11         | Шафірканський    | м. Шафіркан    |

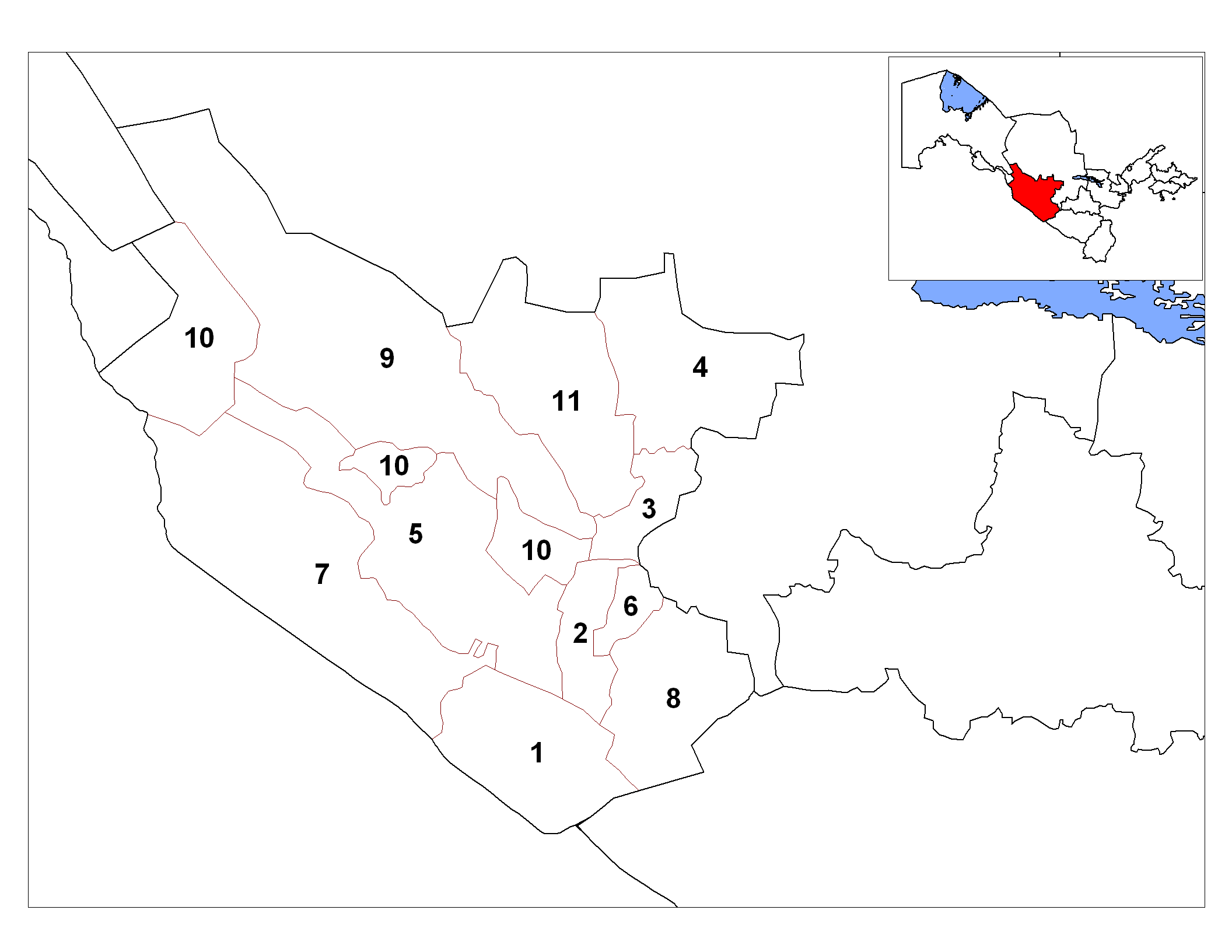
Райони Бухарської області

Міста обласного підпорядкування: Бухара, Каган.

## Джиззацька область
| № на карті | Район           | Центр            |
| ---------- | --------------- | ---------------- |
| 1          | Арнасайський    | сел. Голіблар    |
| 2          | Бахмальський    | сел. Усмат       |
| 3          | Галляаральський | м. Галляарал     |
| 4          | Джиззацький     | сел. Учтепа      |
| 5          | Дустліцький     | м. Дустлік       |
| 6          | Заамінський     | сел. Заамін      |
| 7          | Зарбдарський    | сел. Зарбдар     |
| 8          | Зафарабадський  | сел. Зафарабад   |
| 9          | Мірзачульський  | м. Гагарін       |
| 10         | Пахтакорський   | м. Пахтакор      |
| 11         | Фаріський       | сел. Янгікишлак  |
| 12         | Янгіабадський   | н.п. Баландчакир |

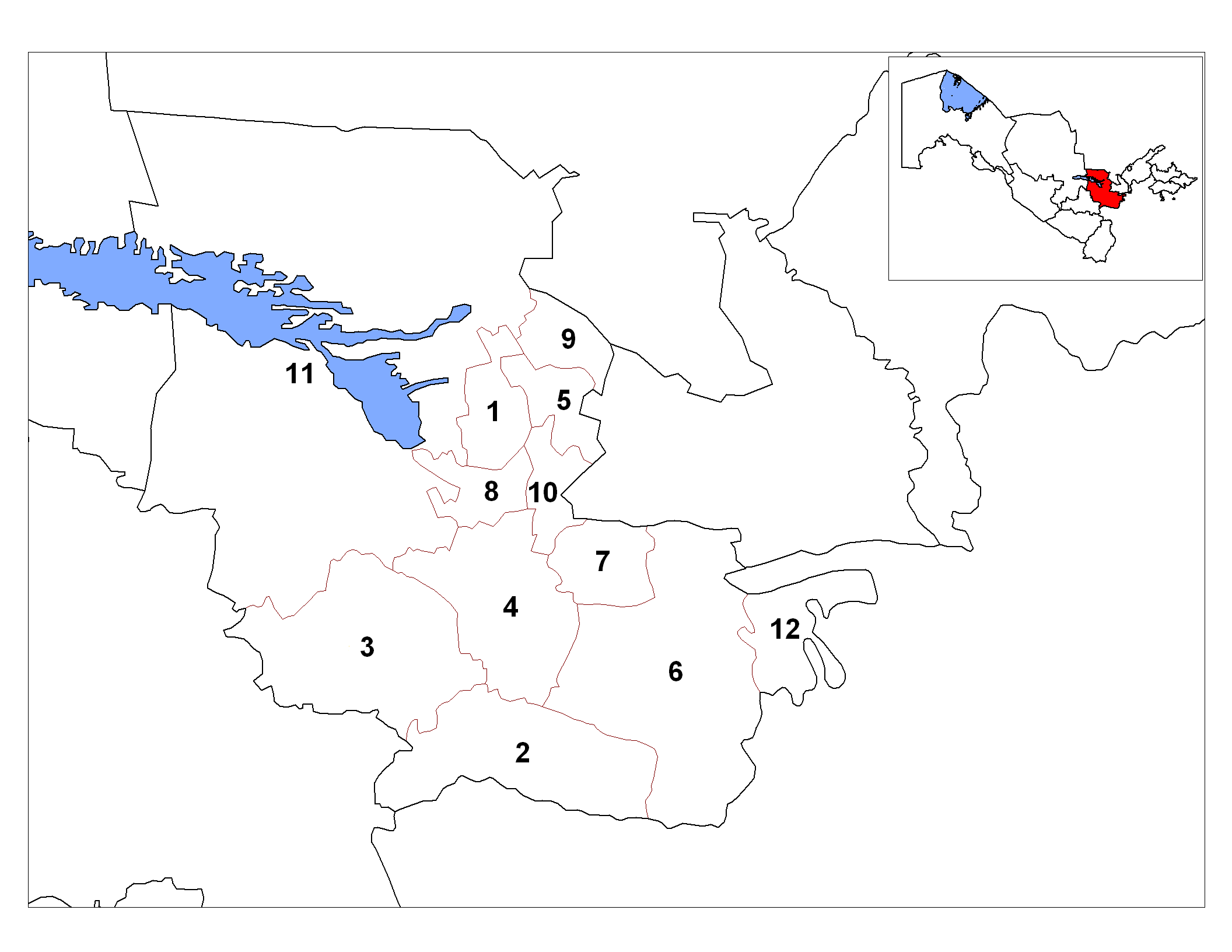
Райони Джиззацької області

Місто обласного підпорядкування: Джиззак

## Кашкадар'їнська область
| № на карті | Район           | Центр              |
| ---------- | --------------- | ------------------ |
| 1          | Гузарський      | м. Гузар           |
| 2          | Дехканабадський | сел. Карашина      |
| 3          | Камашинський    | м. Камаші          |
| 4          | Каршинський     | м. Бешкент         |
| 5          | Касанський      | м. Касан           |
| 6          | Касбинський     | сел. Муглан        |
| 7          | Кітабський      | м. Кітаб           |
| 8          | Мірішкорський   | сел. Янгі-Мірішкор |
| 9          | Мубарецький     | м. Мубарек         |
| 10         | Нішанський      | м. Янгі-Нішан      |
| 11         | Чиракчинський   | м. Чиракчі         |
| 12         | Шахрисабзький   | м. Шахрисабз       |
| 13         | Яккабазький     | м. Яккабаг         |

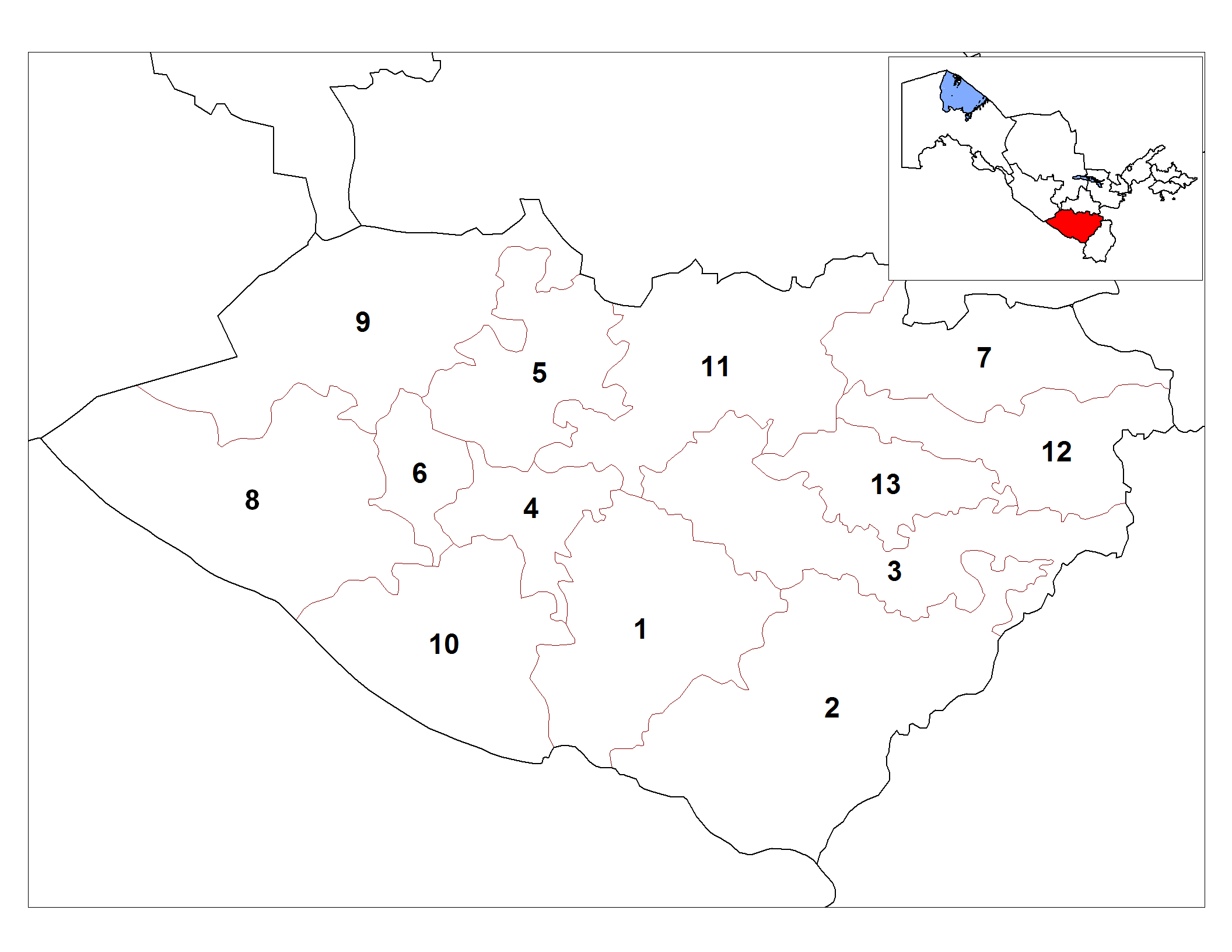
Райони Кашкадар'їнської області

Місто обласного підпорядкування: Карші

## Навоїйська область
| № на карті | Район           | Центр           |
| ---------- | --------------- | --------------- |
| 1          | Канімеський     | сел. Канімех    |
| 2          | Карманинський   | сел. Кармана    |
| 3          | Кизилтепинський | м. Кизилтепа    |
| 4          | Навбахорський   | н.п. Бешработ   |
| 5          | Нуратинський    | м. Нурата       |
| 6          | Тамдинський     | сел. Тамдибулак |
| 7          | Учкудуцький     | м. Учкудук      |
| 8          | Хатирчинський   | м. Янгірабад    |

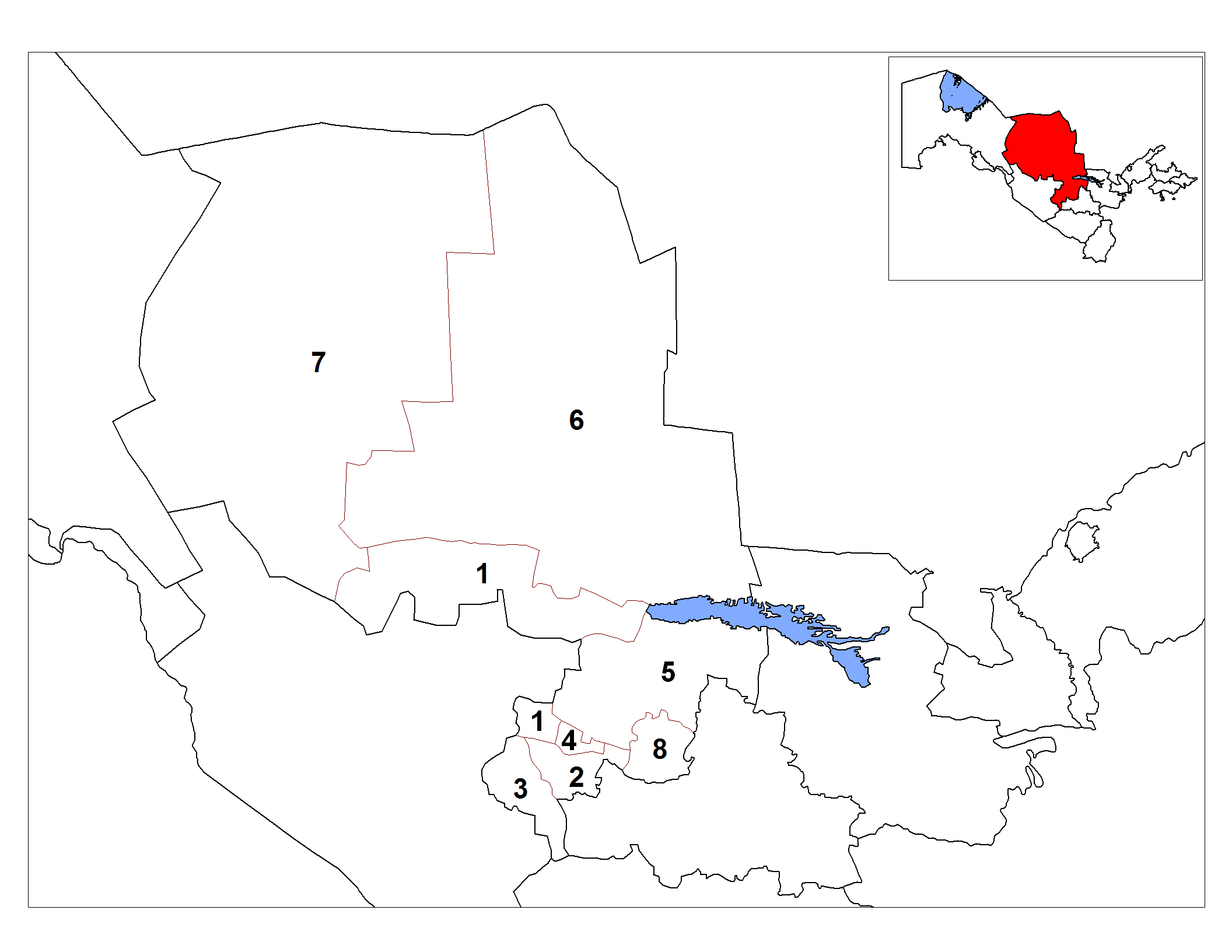
Райони Навоїйської області

Міста обласного підпорядкування: Зарафшан, Навої

## Наманганська область
| № на карті | Район           | Центр           |
| ---------- | --------------- | --------------- |
| 1          | Касансайський   | м. Касансай     |
| 2          | Мінґбулацький   | сел. Джумашуй   |
| 3          | Наманганський   | сел. Ташбулак   |
| 4          | Наринський      | м. Хаккулабад   |
| 5          | Папський        | м. Пап          |
| 6          | Туракурганський | м. Туракурган   |
| 7          | Уйчинський      | сел. Уйчі       |
| 8          | Учкурганський   | м. Учкурган     |
| 9          | Чартацький      | м. Чартак       |
| 10         | Чустський       | м. Чуст         |
| 11         | Янгікурганський | сел. Янгікурган |

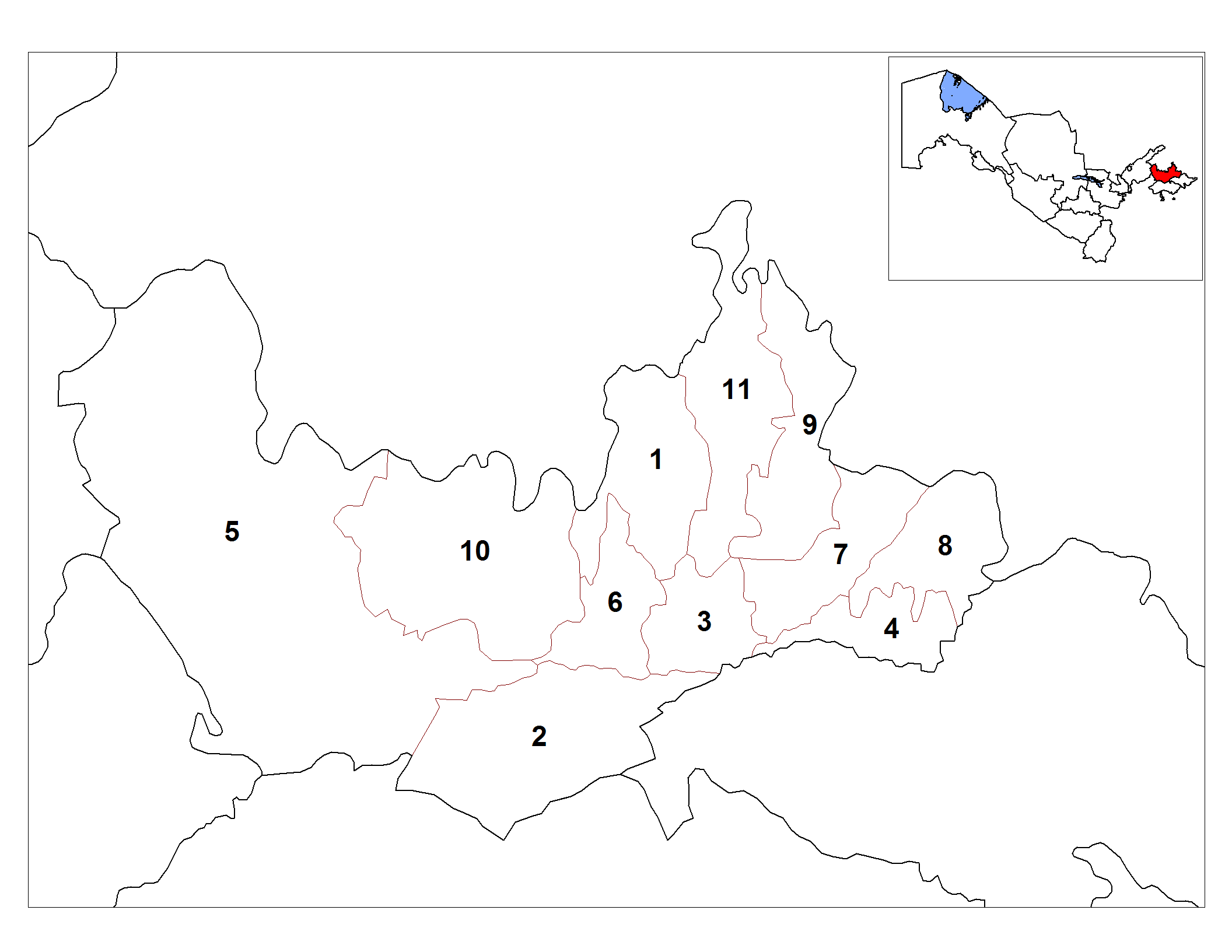
Райони Наманганської області

Місто обласного підпорядкування: Наманган

## Самаркандська область
| № п/п | Район            | Центр         |
| ----- | ---------------- | ------------- |
| 1     | Акдар'їнський    | сел. Лаїш     |
| 2     | Булунгурський    | м. Булунгур   |
| 3     | Джамбайський     | м. Джамбай    |
| 4     | Іштиханський     | м. Іштихан    |
| 5     | Каттакурганський | сел. Пайшанба |
| 6     | Кошрабадський    | сел. Кошрабад |
| 7     | Нарпайський      | м. Акташ      |
| 8     | Нурабадський     | м. Нурабад    |
| 9     | Пайарицький      | м. Пайарик    |
| 10    | Пастдаргомський  | м. Джума      |
| 11    | Пахтачійський    | сел. Зіатдін  |
| 12    | Самаркандський   | сел. Гулабад  |
| 13    | Тайляцький       | сел. Тайляк   |
| 14    | Ургутський       | м. Ургут      |

Міста обласного підпорядкування: Каттакурган, Самарканд

## Сирдар'їнська область
| № п/п | Район           | Центр           |
| ----- | --------------- | --------------- |
| 1     | Акалтинський    | сел. Сардоба    |
| 2     | Баяутський      | сел. Баяут      |
| 3     | Ґулістанський   | сел. Дехканабад |
| 4     | Мірзаабадський  | сел. Навруз     |
| 5     | Сайхунабадський | сел. Сайхун     |
| 6     | Сардобський     | сел. Пахтаабад  |
| 7     | Сирдар'їнський  | м. Сирдар'я     |
| 8     | Хавастський     | сел. Хаваст     |

Міста обласного підпорядкування: Ґулістан, Ширін, Янгієр

## Сурхандар'їнська область
| № п/п | Район           | Центр         |
| ----- | --------------- | ------------- |
| 1     | Алтинсайський   | сел. Карлук   |
| 2     | Ангорський      | сел. Ангор    |
| 3     | Байсунський     | м. Байсун     |
| 4     | Денауський      | м. Денау      |
| 5     | Джаркурганський | м. Джаркурган |
| 6     | Кизирицький     | сел. Сарик    |
| 7     | Кумкурганський  | м. Кумкурган  |
| 8     | Музрабадський   | сел. Халкабад |
| 9     | Сариасійський   | сел. Сариасія |
| 10    | Термезький      | сел. Учкизил  |
| 11    | Узунський       | сел. Узун     |
| 12    | Шерабадський    | м. Шерабад    |
| 13    | Шурчинський     | м. Шурчі      |

Місто обласного підпорядкування: Термез.

## Ташкентська область
| № п/п | Район           | Центр          |
| ----- | --------------- | -------------- |
| 1     | Аккурганський   | м. Аккурган    |
| 2     | Ахангаранський  | м. Ахангаран   |
| 3     | Бекабадський    | сел. Зафар     |
| 4     | Бостанлицький   | м. Газалкент   |
| 5     | Букинський      | м. Бука        |
| 6     | Зангіатинський  | м. Келес       |
| 7     | Кібрайський     | сел. Кібрай    |
| 8     | Куїчирчицький   | м. Дустабад    |
| 9     | Паркентський    | м. Паркент     |
| 10    | Пскентський     | м. Пскент      |
| 11    | Уртачирчицький  | м. Тойтепа     |
| 12    | Чиназький       | м. Чиназ       |
| 13    | Юкаричирчицький | сел. Янгібазар |
| 14    | Янгіюльський    | м. Янгіюль     |

Міста обласного підпорядкування: Алмалик, Ангрен, Бекабад, Чирчик.

## Ферганська область
| № п/п | Район           | Центр         |
| ----- | --------------- | ------------- |
| 1     | Алтиарицький    | сел. Алтиарик |
| 2     | Багдадський     | сел. Багдад   |
| 3     | Бешарицький     | м. Бешарик    |
| 4     | Бувайдинський   | сел. Ібрат    |
| 5     | Дангаринський   | сел. Дангара  |
| 6     | Кувинський      | м. Кува       |
| 7     | Куштепинський   | н.п. Лянгар   |
| 8     | Ріштанський     | м. Ріштан     |
| 9     | Сохський        | сел. Равон    |
| 10    | Ташлацький      | сел. Ташлак   |
| 11    | Узбекистанський | м. Яйпан      |
| 12    | Учкуприцький    | сел. Учкуприк |
| 13    | Ферганський     | сел. Чиміон   |
| 14    | Фуркатський     | сел. Навбахор |
| 15    | Яз'яванський    | сел. Яз'яван  |

Міста обласного підпорядкування: Коканд, Кувасай, Маргілан, Фергана.

## Хорезмська область
| № п/п | Район          | Центр          |
| ----- | -------------- | -------------- |
| 1     | Багатський     | сел. Багат     |
| 2     | Гурленський    | сел. Гурлен    |
| 3     | Кошкупирський  | сел. Кошкупир  |
| 4     | Ургенцький     | н.п. Караул    |
| 5     | Хазараспський  | сел. Хазарасп  |
| 6     | Ханкинський    | сел. Ханка     |
| 7     | Хівинський     | м. Хіва        |
| 8     | Шаватський     | сел. Шават     |
| 9     | Янгіарицький   | сел. Янгіарик  |
| 10    | Янгібазарський | сел. Янгібазар |

Місто обласного підпорядкування: Ургенч.

## м.Ташкент
1. Алмазарський
2. Бектемірський
3. Мірабадський
4. Мірзо-Улугбецький
5. Сергелійський
6. Учтепинський
7. Хамзинський
8. Чіланзарський
9. Шайхантохурський
10. Юнусабадський
11. Яккасарайський

## Перейменовані і скасовані райони
Райони, перейменовані протягом 1991—2010 років:
Каракалпакстан:
- Ленінабадський → Канликульський

Андижанська область:
- Комсомолабадський → Улугнорський (1996)
- Ленінський → Асакинський (1992)
- Московський → Шахриханський

Бухарська область:
- Свердловський → Джандарський (1992)
- Текстильний (м. Бухара) → Тукімачиліцький

Джиззацька область:
- Октябрський → Зафарабадський (1993)

Кашкадар'їнська область:
- Ульяновський → Касбинський (1992)

Навоїйська область:
- Навоїйський → Карманинський (2004)

Наманганська область:
- Задар'їнський → Мінгбулацький
- Радянський (м. Наманган) → Давлатабадський (1995)

Самаркандська область:
- Більшовицький → Гузалкентський (1992)
- Залізничний (м. Самарканд) → Темірюльський
- Совєтабадський → Нурабадський (1992)

Сирдар'їнська область:
- Іллічівський → Шараф-Рашидовський (1992) → Сардобський (2004)
- Комсомольський → Мірзаабадський (1992)

Сурхандар'їнська область:
- Гагарінський → Музрабадський (1992)
- Ленінюльський → Кизирицький (1992)

Ташкентська область:
- Галабинський → Куїчирчицький (1992)
- Калінінський → Зангіатинський (1992)
- Комуністичний → Юкаричирчицький (1992)
- Орджонікідзевський → Кібрайський (1992)
- Середньочирчицький → Уртачирчицький (1992)

Ферганська область:
- Ахунбабаєвський → Куштепинський (2010)
- Кіровський → Бешарицький (1992)
- Ленінградський → Учкуприцький (1992)
- Фрунзенський → Дангаринський (1992)

м. Ташкент:
- Акмаль-Ікрамовський → Учтепинський (2005)
- Жовтневий → Шайхантахурський (1992)
- Кіровський → Юнусабадський (1992)
- Куйбишевський → Мірзо-Улугбецький (1992)
- Ленінський → Мірабадський (1992)
- Сабір-Рахімовський → Алмазарський (2010)
- Фрунзенський → Яккасарайський (1992)

Райони, скасовані протягом 1991—2010 років:
Каракалпакстан:
- Бозатауський (2004)

Бухарська область:
- Тукімачиліцький (м. Бухара, 2004)
- Файзулла-Ходжаєвський (м. Бухара, 2004)

Кашкадар'їнська область:
- Бахористанський, Усман-Юсуповський (2003) — об'єднані в Мірішкорський

Навоїйська область:
- Карманинський (м. Навої, 2004)

Наманганська область:
- Давлатабадський (м. Наманган, 2004)

Самаркандська область:
- Багішамальський (м. Самарканд, 2004)
- Гузалкентський (2001)
- Сіабський (м. Самарканд, 2004)
- Темірюльський (м. Самарканд, 2004)
- Челецький (2001)

Сирдар'їнська область:
- Мехнатабадський (2004)

Сурхандар'їнська область:
- Бандиханський (2010)

Ташкентська область:
- Ташкентський (2010)

Ферганська область:
- Кіргулійський (м. Фергана, 2004)